# Plexus choroideus
Ein Plexus choroideus, auch Plexus chorioideus oder Plexus chorioides geschrieben (im Plural: die Plexūs chor[i]oidei/chorioides), ist ein baumartig verzweigtes Adergeflecht in einem der Ventrikel des aus dem Neuralrohrlumen hervorgegangenen Hohlraumsystems des Gehirns. Jeder der vier Ventrikel besitzt ein solches Adergeflecht, auch als Zottenwulste bezeichnet. Die Plexus choroidei bilden die Gehirn- und Rückenmarksflüssigkeit (Liquor cerebrospinalis) neu und geben sie ab in das Ventrikelsystem als inneren Liquorraum.

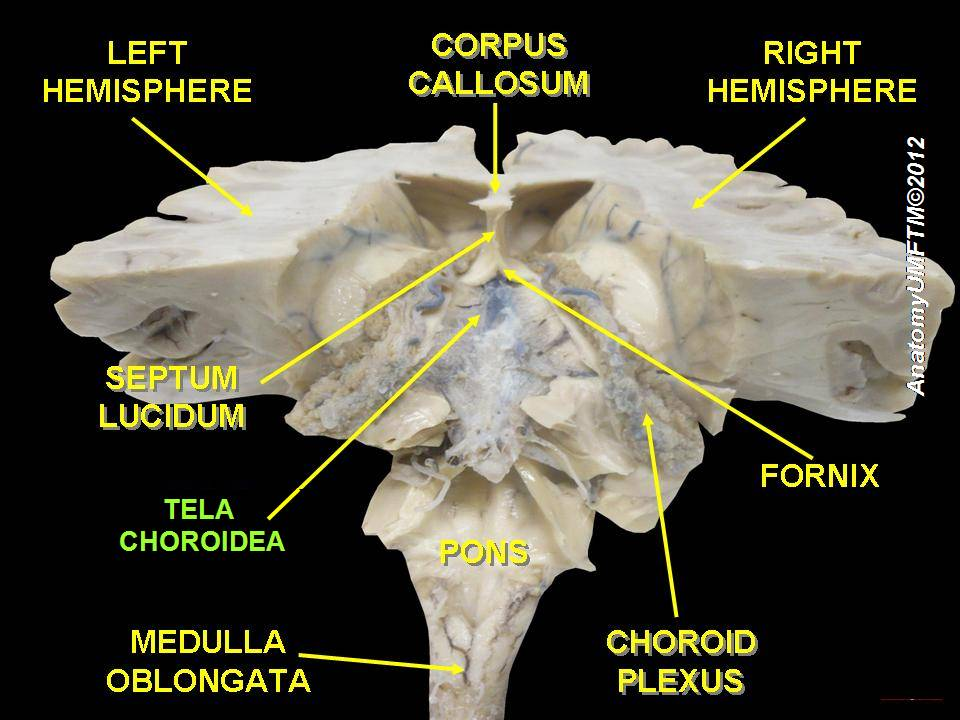
Blick von dorsal auf das eröffnete Ventrikelsystem eines Hirnpräparats.
In der Bildmitte die Plexus choroidei der beiden Seitenventrikel und des III. Ventrikels –
nach Abtragung wesentlicher Teile der Großhirnhemisphären durch transversale und frontale Schnitte sowie Abtrennung des Kleinhirns mitsamt Plexus choroideus des IV. Ventrikels –
sowie darunter freigelegt der Boden der Rautengrube, teils gebildet von der Brückenhaube des Pons.

Der Plexus choroideus der beiden Seitenventrikel und der des III. Ventrikels stehen in Verbindung und sind an Taenien aufgehängt.
Dazu gehören im Seitenventrikel:
- Fimbria hippocampi[3] (auch Fimbria fornicis genannt)
- Taeniae fornicis[3] (Verbindung mit dem Fornix)
- Taenia choroidea[3] (liegen hinten auf dem Thalamus)

sowie im 3. Ventrikel:
- Taenia thalami[3] (liegen an der oberen, medialen Kante des Thalamus, verlaufen entlang der Stria medullaris thalami)

Sie liegen also insgesamt am Thalamus, der Fornix sowie dem Hippocampus.
Der Plexus choroideus des IV. Ventrikels geht von dessen Dach aus, kaudal des unteren Marksegels. Jener Teil, der aus den seitlichen Öffnungen (Aperturae laterales ventriculi quarti bzw. Foramina Luschkae) herausragt in den Subarachnoidalraum, wird klinisch auch Bochdalek-Blumenkörbchen genannt.
Die Bildung des Liquors erfolgt im Wesentlichen durch eine Ultrafiltration des Blutes. Zusätzlich wird durch aktive Ausschüttung (Sekretion) eine gegenüber dem Blut erhöhte Konzentration an Natrium und Magnesium erzielt. Die gebildete Liquormenge liegt bei etwa 0,3–0,4 ml/min, also rund 500 ml pro Tag. Das in den Liquorräumen enthaltene Volumen von ca. 150 ml wird damit erneuert und das Ventrikelsystem somit von den Bildungsorten in den Seitenventrikeln her durchströmt in Richtung der im vierten Ventrikel gelegenen Öffnungen in den Subarachnoidalraum als äußeren Liquorraum.

## Histologie

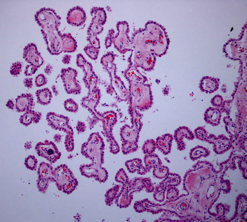
Histologie des Plexus choroideus.
Hämatoxylin-Eosin gefärbtes Schnittpräparat. Originalvergrößerung 1:100

Ein Plexus choroideus besteht aus einer Einstülpung der weichen Hirnhaut (Pia mater) und deren epithelialem Überzug aus Zellen der Neuroglia, spezialisierten Ependymzellen, des aus der Wand des embryonalen Neuralrohrs hervorgegangenen Neuroepithels. Dieses einschichtige kubische Epithel des Ependyms weist hier als Lamina choroidea neben Kinozilien auch zahlreiche Mikrovilli an der Oberfläche auf. Darunter befindet sich die aus der Pia mater stammende gefäßreiche Bindegewebsschicht, die Tela chorioidea, mesenchymalen Ursprungs. Über Seitenäste der Arteria carotis interna sowie der Arteria cerebri posterior (caudalis) werden die Adergeflechte mit Blut versorgt.

## Erkrankungen
Als Plexuszyste wird ein harmloses zystisches Gebilde im Gehirn ungeborener Kinder bezeichnet. 
Primäre Tumoren des Plexus choroideus kommen vor allem bei kleinen Kindern vor. Unterschieden werden das Plexuspapillom (WHO-Grad 1), das atypische Plexuspapillom (WHO-Grad 2) und das Plexuskarzinom (WHO-Grad 3).
Die Barrierezellen verfügen über reichlich ACE-2-Rezeptoren und sind damit Angriffspunkt für SARS-CoV-2. Die mit dem Zelluntergang nach Infektion einhergehende Zerstörung der BHS, steht in Zusammenhang mit den psychischen Folgen bei Post-Covid-19.